# Pete Gallego
Pour les articles homonymes, voir Gallego.
Pete Peña Gallego est un homme politique américain né le 2 décembre 1961 à Alpine (Texas). Membre du Parti démocrate, il est élu du Texas à la Chambre des représentants des États-Unis de 2013 à 2015.

## Biographie
Pete Gallego naît et grandit à Alpine au Texas. Il obtient un baccalauréat universitaire de l'université d'État Sul Ross en 1982 puis un doctorat en droit en 1985 de l'université du Texas à Austin. Il devient alors avocat et travaille pour le procureur général du Texas jusqu'en 1989.
En 1990, il est élu à la Chambre des représentants du Texas. Il y représente le 74e district et dirige le groupe démocrate jusqu'en 2001.
Lors des élections de 2012, il se présente à la Chambre des représentants des États-Unis dans le 23e district du Texas, l'un des plus grands du pays, qui s'étend d'El Paso au comté de Bexar. Il arrive en deuxième position de la primaire démocrate avec 40 % des voix, derrière l'ancien représentant de la circonscription Ciro Rodriguez à 46 %. Gallego remporte cependant le 2e tour de la primaire. Il est élu représentant en battant le républicain Quico Canseco (en) avec 50 % des suffrages contre 46 % pour le sortant. Le même jour, c'est pourtant le républicain Mitt Romney qui remporte l'élection présidentielle dans le district.
À la Chambre des représentants, Gallego est membre de la Blue Dog Coalition. En 2014, il est battu de 2 400 voix par le républicain Will Hurd. À nouveau candidat en 2016, il est distancé de 3 000 bulletins par Hurd malgré la victoire d'Hillary Clinton dans le district.
En 2018, Gallego est candidat au Sénat du Texas dans le district no 19, une circonscription majoritairement hispanique et historiquement démocrate, à la suite de la démission de Carlos Uresti pour des faits de corruption. Il arrive en deuxième position du premier tour avec 29 % des suffrages, il termine derrière le républicain Pete Flores (34 %) mais devance le représentant démocrate Roland Gutierrez (24 %) et cinq autres candidats. Son adversaire républicain mène une campagne plus active et remporte le deuxième tour avec 53 % des voix. Le district bascule du côté républicain pour la première fois depuis 139 ans.